# Матвіюк Кузьма Іванович
Матвіюк Кузьма Іванович (2 січня 1941, с. Ілляшівка, Хмельницька область — 14 липня 2025, Хмельницький) — український викладач та громадський діяч.

## Життєпис
Народився 2 січня 1942 року в селі Ілляшівці Старокостянтинівського району Хмельницької області.
З 1947 по 1957 рік навчався в середній школі. Після школи один рік працював слюсарем на Макіївському металургійному комбінаті і два роки механізатором у колгоспі свого села. У 1960 році вступив на інженерний факультет Української сільськогосподарської академії в Києві. Після закінчення навчання був направлений на викладацьку роботу в систему профтехосвіти (СПТУ № 1, с. Заболотне Крижопільського району Вінницької області). Звідти призваний на строкову службу. Влітку 1967 року прийнятий на роботу викладачем спецдисциплін Уманського технікуму механізації сільського господарства.
У 1970—1971 роках закінчив педагогічний факультет Української сільськогосподарської академії за спеціальністю «викладач спецдисциплін».
Працюючи в технікумі, почав порушувати питання про українське національне відродження, зокрема, з групою викладачів-патріотів домігся викладання предметів українською мовою. Тих викладачів, які зовсім не володіли українською мовою, педагогічна рада технікуму зобов'язала вивчити її впродовж року.
У школах міста і району читав лекції з історії України. З числа студентів Уманського сільськогосподарського та уманського педагогічного інститутів організував групу молодих людей, які популяризували українську мову, народні звичаї та традиції.
Опікувався двома літніми жінками, колишніми політкаторжанками Суровцовою Надією Віталіївною та Оліцькою Катериною Львівною, які після 30 років таборів доживали віку в Умані.
В домі Надії Суровцової познайомився з лідерами національного відродження І. Світличним, Є. Сверстюком, Є. Пронюком, Л. Плющем, від яких отримував літературу Самвидаву і розповсюджував її серед своїх приятелів і знайомих. Писав власні матеріали, спрямовані проти колоніального становища України, і таємно поширював їх.
У публічних виступах наголошував на відновленні тих національних норм, які були в СРСР до погрому українізації (кінець 20-х — початок 30-х років). В колі друзів і приятелів ставили завдання відновити Українську державу з повним суверенітетом. Згодом працівники органів КДБ називали таку форму роботи «організацією без організації». Настільними книгами в той період були «Історія України-Руси» М. С. Грушевського, праця М. Брайчевського «Возз'єднання чи приєднання?», праця І. Дзюби «Інтернаціоналізм чи русифікація?». Останню разом з однодумцями розтиражував фотокопією і розповсюджував.
За час із 1970 по 1971 роки склав іспити кандидатського мінімуму і написав науковий реферат «Сталі для траків гусениць». Цю роботу високо оцінив член-кореспондент АН УРСР М. П. Браун. Він домігся очного місця в аспірантурі і збирався взяти К. Матвіюка своїм асистентом. Однак на той час (січень 1972 року) К. Матвіюк вже був в полі зору органів КДБ, і приймальна комісія не допустила його до аспірантури, незважаючи на протести М. П. Брауна.
13 липня 1972 року К. І. Матвіюка було заарештовано органами КДБ, а в кінці року засуджено Черкаським обласним судом до 4-х років позбавлення волі в таборах суворого режиму за ст. 62 ч. 1 КК УРСР із таким формулюванням: «Матвіюк К. І. на ґрунті націоналістичних переконань, з метою підриву та послаблення радянської влади, протягом 1969—1972 років систематично зберігав, виготовляв та розповсюджував антирадянські матеріали, в яких містилися наклепницькі вигадки на радянський суспільний лад, а також з цією метою усно проводив антирадянську агітацію».
Покарання відбував в мордовських таборах (Мордовська АРСР, Зубово-Полянський район, пос. Лєсной, учрєждєніє ЖХ-385/19). Брав участь в акціях протесту, що організовувалися в політичних таборах. У вересні 1974 року, працюючи в нічну зміну на фуговальному верстаті втратив пальці лівої руки.
Після закінчення терміну ув'язнення К. Матвіюк мав ще 1 рік домашнього арешту, як такий, що «нє стал на путь ісправлєнія». Півроку не міг знайти роботу. Від пропозиції працівників КДБ йти працювати простим робітником категорично відмовлявся, мотивуючи тим, що фах інженера-механіка він отримав за людські кошти, тож повинен працювати в народному господарстві за фахом. Міліція ж постійно попереджала про новий термін ув'язнення за статтею «Тунеядство». Нарешті, після постійних скарг до вищих державних органів СРСР, був прийнятий на роботу в КБ конструктором. Однак гоніння продовжувалися вже в іншій формі: як тільки влаштовувся на роботу, адміністрація створювала нестерпні умови і звільняла за статтею, або він сам змушений був писати заяву на звільнення. В результаті К. І. Матвіюк впродовж 1976—1985 років шість разів змінював місце роботи і чотири рази переїжджав із сім'єю на інше місце проживання. Гоніння припинилися вже за часів горбачовської перебудови. У 1982 році облаштувався з сім'єю в с. Пирогівці Хмельницького району Хмельницької області.
У 1982 році прийнятий на роботу керівником гуртка технічної творчості Хмельницької обласної станції юних техніків, а в 1988 році переведений на посаду заступника директора цього закладу.
У 1990 році Матвіюк подав до облвиконкому проект створення приватного сектору господарювання на селі, а коли у 1992 році в структурі облвиконкому був створений відділ розвитку селянських (фермерських) господарств, К. І. Матвіюк його очолив. Під його керівництвом в області створювалися і розвивалися фермерсткі господарства, йому вдалося добитися справедливого і чесного розподілу фінансової державної допомоги фермерам та не допустити появи в області так званих «білих фермерів» — це коли посадова особа створювала фермерське господарство, колгоспники обробляли землі цього господарства, а прибуток надходив цій посадовій особі. Звільнений з посади у зв'язку з досягненням граничного віку перебування на державній службі.
У рідному Старокостянтинівському районі Кузьма Матвіюк створив фермерське господарство, обробляє з родиною понад 30 гектарів землі.
Кузьма Іванович з дружиною Софією, донькою загиблого у 1943 році в бою з німцями вояка УПА, яка разом з матір'ю відбула 20 років заслання в Сибіру, виростили трьох дітей.

## Громадська робота
1988—1989 р.р. — участь у створенні громадських організацій «Спадщина», Товариства української мови ім. Т. Г. Шевченка, член ініціативної групи по створенню НРУ в області, читання лекцій в школах і клубах області з питань національного відродження.
1989 р. — делегат Установчого з'їзду Народного Руху україни.
1990—1992 р.р. — голова Хмельницької міськрайонної організації НРУ.
1991 р. — співголова Хмельницької крайової організації НРУ.
1993 р. — створив обласне товариство політв'язнів і репресованих, яке очолював до 1999 року.
2000—2002 р.р. — голова Хмельницької обласної організації УРП «Собор».
2002—2006 р.р. — член ради обласної організації УРП «Собор».
2004 р. — керівник експериментальної мобільної групи від «Нашої України» із підготовки до виборів Президента України.
Грудень 2004 р. — член обласної громадської комісії із розслідування порушень законів України на президентських виборах.
2009 р. — створив в області ГО «Комітет захитсу рідної землі». Розгорнуто різнопланову масштабну роботу по захисту землі від продажу.
Листопад 2013 р. — лютий 2014 р. — участь у Революції гідності (4-та барикада).
2016 р. — К. І. Матвіюк підготував 9 лекцій з української національної проблематики і виступає з ними перед студентами і учнями загальноосвітніх навчальних закладів Хмельницької та Черкаської областей.
За період з 1998 по 2018 рік К. І. Матвіюк написав і опублікував понад 150 статей, аналітичних матеріалів та відгуків. У них автор порушує проблеми національного відродження, державного будівництва, збереження села і захисту української землі від продажу.
Нині К. І. Матвіюк очолює обласне товариство політичних в'язнів, репресованих і членів їхніх сімей та ГО «Захист і збереження землі». Читає лекції перед молодіжними аудиторіями та проводить диспути з учнями старших класів.

## Смерть
Помер 14 липня 2025 року на 84-му році життя.

## Відзнаки і почесні звання
1984 р. Медаль ВДНГ (м. Київ) «За високі заслуги у навчанні і вихованні учнівської молоді».
1997 р. Лауреат Хмельницької обласної премії ім. Я. Гальчевського «За подвижництво у державотворенні».
2005 р. нагороджений пам'ятним знаком «Гвардія революції»
З 2000 по 2018 рік нагороджений: Почесною грамотою Хмельницької обласної ради;
Почесними грамотами Хмельницької облдержадміністрації — 5 разів;
Почесною грамотою Хмельницького міського голови.
2014 р. рішенням Президії міжнародної Кадрової академії присвоєно звання «Почесний професор»
2016 р. Державна відзнака (медаль) «25 років Незалежності України».
2017 р. рішенням сімнадцятої сесії Хмельницької міської ради присвоєно звання «Почесний громадянин м. Хмельницького» за активну громадську діяльність, патріотизм, героїчне відстоювання конституційних засад демократії, прав і свобод людини, самовіддане служіння Українському народу та міській громаді.